# Lohe-Föhrden
Lohe-Föhrden är en kommun med orterna Föhrden och Lohe i Kreis Rendsburg-Eckernförde i förbundslandet Schleswig-Holstein i Tyskland.
Kommunen ingår i kommunalförbundet Amt Hohner Harde tillsammans med ytterligare 11 kommuner.